# Oliva de Vilanova
Oliva de Vilanova és una impremta o establiment gràfic especialitzat en l'edició de llibres de bibliòfil. La seva etapa més àlgida va ser l'anterior a la Guerra Civil espanyola on destacà pels seus variats i nombrosos treballs d'arts gràfiques fets a Catalunya.

## Fundadors i etapes de l'establiment
Si bé la denominació Oliva de Vilanova és la més genèrica, aquest establiment gràfic va ser fundat l'any 1899, per Joan Oliva i Milà, a la ciutat de Vilanova i la Geltrú amb els noms d’Oliva impressor o Oliva tipògraf.
Aquesta primera impremta era oberta a tota mena d'encàrrecs públics i amb una voluntat d'atraure's la clientela local. En els anys successius el fundador utilitzaria un nombre reduït de tipografies ben seleccionades que li donarien a l'establiment un cert renom d'impressor amb bon gust.
L'any 1915 va ser traslladada a la ciutat de Barcelona, pels fills del fundador, Víctor i Demetri Oliva i Sala, amb el nom d’Oliva de Vilanova; i l'any 1930 passà a denominar-se Institut Gràfic Oliva de Vilanova.
A Barcelona mantingueren la característica especialització pels treballs artístics i obres gràfiques solemnes. Els germans Oliva mantenen l'ideal de l'obra ben feta pel que fa a l'edició de llibres bells, fins al punt que van endinsar-se en el món editorial del llibre i de la bibliofília.

## Productes i col·laboradors
La impremta va editar tota mena de treballs gràfics des de llibres i revistes, calendaris i nadales, goigs i cartells… fins a alguns treballs més curiosos com segells de correus o bitllets de banc.
Va participar al llarg dels anys en exposicions locals i internacionals donada la doble vessant artística i industrial. Va col·laborar amb la Societat Catalana de Bibliòfils (fundada el 1903) i més endavant crearia l'associació Amics dels Bells Llibres (1920). Anys més tard també col·laboraria amb l'Associació de Bibliòfils de Barcelona (1944).
Estilísticament, moltes de les obres confeccionades pels Oliva de Vilanova mantenen estils entre el modernisme i el noucentisme, si bé també hi ha algun exemple curiós com les revistes avantguardistes Troços o la dadaista 391 de Francis Picabia.
Entre els principals artistes col·laboradors cal destacar a Josep Ribot i Calpe, James B. Wilkinson i els germans Joaquim i Josep Navas. Altres dibuixant més esporàdics van ser Joaquim Renart, Joan d'Ivori, Francesc Labarta; i fins i tot alguns de més renom com Apel·les Mestres, Josep Triadó, Ismael Smith, Enric Cristòfol Ricart o Josep Obiols.